# Тимошино (Покровский сельсовет)
Тимошино — деревня в Вашкинском районе Вологодской области.
Входит в состав Покровского сельского поселения, с точки зрения административно-территориального деления — в Покровский сельсовет.
Расстояние по автодороге до районного центра Липина Бора — 84,5 км, до центра муниципального образования деревни Покровское — 15,5 км. Ближайшие населённые пункты — Васюково, Речево, Степаново.
По переписи 2002 года население — 7 человек.